# Síndrome de toxicidad neurológica asociado a la terapia con células inmunoefectoras
El síndrome de toxicidad neurológica asociado a la terapia con células inmunoefectoras, conocido por las siglas ICANS por las iniciales de su denominación en inglés (Immune-effector Cell Associated Neurotoxicity Syndrome), es un conjunto de síntomas neurológicos por afectación del sistema nervioso central que se producen como efecto secundario después de una terapia inmune que provoque activación de linfocitos T endógenos o infundidos, por ejemplo tras terapia de linfocitos T con CAR (CAR-T). Los síntomas principales son: confusión, disartria, delirio, convulsiones y en los casos graves, estado de coma y edema cerebral. El proceso es potencialmente mortal.  

## Historia
Inicialmente se consideró que los síntomas neurológicos formaban parte del síndrome de liberación de citoquinas (SLC) que es un efecto secundario que cursa con fiebre, disminución de la presión arterial y disminución del nivel de oxígeno en sangre (hipoxemia), más adelante la afectación neurológica se separó como entidad independiente.

## Factores de riesgo
Se han determinado diversos factores de riesgo que aumentan la probabilidad de la afección y su gravedad, entre ellos la alta carga tumoral, el diagnóstico de leucemia linfocítica aguda de células B y la administración de dosis elevada de CAR-T.